# Domingo Estruch y Jordán
Domingo Estruch y Jordán (Muro de Alcoy, 1786-Madrid, 1851) fue un grabador calcográfico español.

## Biografía
Natural de Muro, en la provincia de Alicante, muy joven pasó a Valencia, donde residía su tío Francisco Jordán, el que esmerándose en su educación le enseñó el dibujo y el arte del grabado. La invasión francesa en 1808 le obligó a trasladarse a Mallorca y posteriormente a La Habana, desde donde regresó a Barcelona, donde se estableció y nacieron sus hijos, también grabadores, Juan, empleado en la Dirección de Hidrografía y especializado en el grabado de mapas, y Alberto, grabador en hueco de la Fábrica del Sello, de la que pasó a la Real Casa de la Moneda de Manila.
Las obras en que más se distinguió fueron estampas de San José, San Bruno, San Juan Bautista, y el Retrato ecuestre de Don Mariano Álvarez de Castro, gobernador de Gerona. También destacó en el grabado de cartas geográficas y topográficas, entre ellas la de la Historia de Grecia antigua, y la gran Carta de la isla de Cuba, por cuyo trabajo hicieron una honrosa mención de su autor las Cortes del Reino cuando vieron la citada carta, y le admitieron en su seno, en concepto de individuo de mérito y corresponsal, varias academias y corporaciones artísticas.
Llamado a Madrid para ejecutar otras obras de importancia, falleció en esta ciudad en julio de 1851. Fue académico de mérito de la de Nobles Artes de San Carlos de Valencia y corresponsal de la Real Sociedad de Fomento de La Habana.